# Zakochałam się
Zakochałam się – singel polskiej artystki, AGBE, który został wydany 26 października 2023.
Singel zdobył ponad 2 miliony wyświetleń w serwisie YouTube (na luty 2024) oraz prawie 1,5 miliona odsłuchań w serwisie Spotify (na luty 2024).

## Nagrywanie
Utwór został wyprodukowany oraz napisany przez Agnieszkę Brysiak i Mikołaja Walczaka.

## Twórcy
- Agnieszka Brysiak – tekst, produkcja, kompozycja, wokale
- Mikołaj Walczak – tekst, produkcja, kompozycja